# Bayerisches Staatsministerium der Finanzen und für Heimat
Das Bayerische Staatsministerium der Finanzen und für Heimat (StMFH) ist ein Ministerium des Freistaates Bayern mit Sitz in München und weiterem Sitz in Nürnberg. In seinem Geschäftsbereich sind etwa 30.222 Mitarbeiter tätig, davon rund 539 am Ministerium. Die Bezeichnung war bis Oktober 2013 Bayerisches Staatsministerium der Finanzen (StMF) und bis November 2018 Bayerisches Staatsministerium der Finanzen, für Landesentwicklung und Heimat (StMFLH).

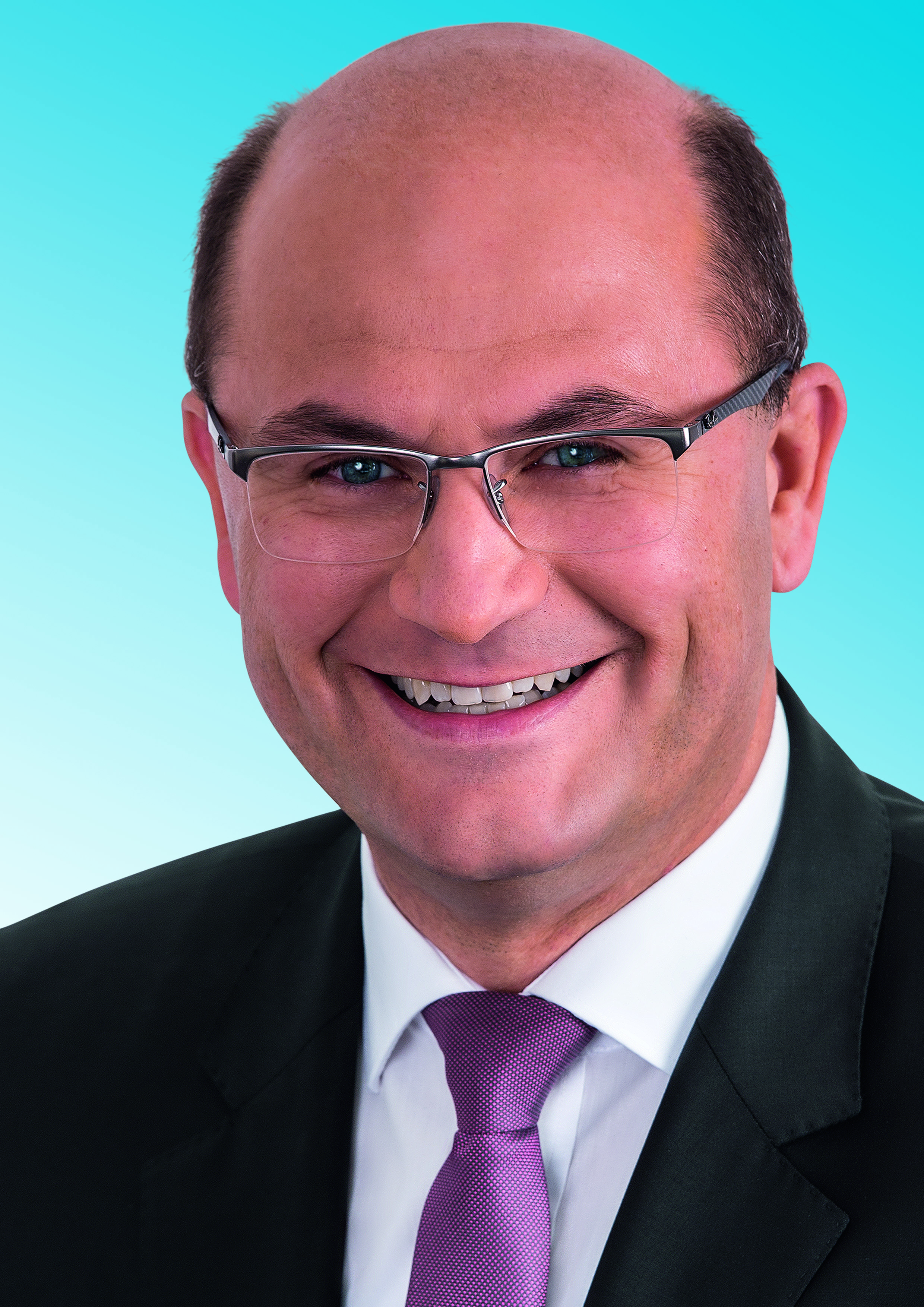
Albert Füracker (2018) – Bayerischer Staatsminister der Finanzen und für Heimat

## Geschichte
Die Gründung des Bayerischen Staatsministeriums für Finanzen geht auf Maximilian von Montgelas zurück. Er war ab 28. April 1803 neben seiner Tätigkeit als Minister des Äußern auch erster Finanzminister Bayerns, als nach dem Reichsdeputationshauptschluss im Heiligen Römischen Reich die Grundlage des modernen Bayern geschaffen wurde. Montgelas hatte im neugeschaffenen Finanzministerium das Amt des Finanzministers von 1803 bis 1806 inne, bis Johann Wilhelm von Hompesch zu Bolheim das Amt übernahm. Nach dem Tod  Hompeschs Ende 1809 übernahm Montgelas zum zweiten Mal nominell auch das Finanzministerium in Personalunion, das effektiv vom Referendär Johann Heinrich Schenk geleitet wurde.
Nach dem Rücktritt Montgelas’ 1817 übernahm Maximilian Emanuel von Lerchenfeld das Amt.  Langjährige Finanzminister waren auch Joseph von Aschenbrenner (1849–1858), Benno Heinrich von Pfeufer (1859–1866), Adolph von Pfretzschner (1866 bis 1872), Emil von Riedel (1877 bis 1904) und Hermann von Pfaff (1904–1912). Letzter Finanzminister des Königreichs Bayern war Georg von Breunig. Erster Finanzminister des Freistaats Bayern war Edgar Jaffé (USPD, 8. November 1918 bis 18. März 1919), der  die Verwaltung des ehemaligen Kronguts (heute Bayerische Verwaltung der staatlichen Schlösser, Gärten und Seen) begründete. Wilhelm Krausneck (BVP) war von 1920 bis zu seinem Unfalltod 1927 Finanzminister. Staatsrat Fritz Schäffer, Leiter des Ministeriums von 1931 bis 1933, war nicht nur durch seine fachliche Kompetenz bedeutend (er war 1949–1957 Bundesfinanzminister), sondern auch als Parteivorsitzender der BVP. Mit der Machtergreifung der Nationalsozialisten übernahmen Ludwig Siebert und Paul Giesler (geschäftsführend ab 1942) das nicht mehr wirklich bedeutende Amt.
Vom 28. Mai bis zum 28. September 1945 war Schäffer der erste, von der amerikanischen Militärregierung eingesetzte, Bayerische Ministerpräsident nach dem Zweiten Weltkrieg. In dieser Zeit leitete er auch das Bayerische Finanzministerium. Hans Ehard war als Ministerpräsident ebenfalls 1950 geschäftsführend Finanzminister. Für Max Streibl und Markus Söder war der Posten des Finanzministers auch das Sprungbrett in das Amt des Bayerischen Ministerpräsidenten.
Die Bezeichnung des Ministeriums war bis Oktober 2013 Bayerisches Staatsministerium der Finanzen (StMF), bis November 2018 Bayerisches Staatsministerium der Finanzen, für Landesentwicklung und Heimat (StMFLH).

## Leitung
Im Zuge der Landtagswahl in Bayern 2018 wurde am 12. November 2018 der bisherige Staatsminister der Finanzen Albert Füracker (CSU) in seinem Amt bestätigt. Er ist seit dem 21. März 2018 der Nachfolger von Markus Söder (CSU), welcher am 16. März 2018 zum bayerischen Ministerpräsidenten gewählt wurde. Amtschef ist Ministerialdirektor Harald Hübner. Weiterer Ministerialdirektor im Ministerium ist Alexander Voitl, welcher unter anderem den Dienstsitz in Nürnberg leitet.

## Aufgaben und Zuständigkeiten
Neben dem Staatshaushalt, der Finanzplanung und dem Kassen- und Rechnungswesen ist es auch zuständig für den Öffentlichen Dienst, die Vermessungsverwaltung und die Verwaltung der Landesbetriebe. Es ist Träger des BayernWLAN.

### Nachgeordnete Behörden
- Bayerisches Hauptmünzamt in München
- Bayerisches Landesamt für Steuern (BayLfSt) in München
  - 76 Finanzämter und 25 Außenstellen
  - Landesfinanzschule Bayern (LFS)[3] in Ansbach
- Bayerische Verwaltung der staatlichen Schlösser, Gärten und Seen in München, betreut bayernweit ca. 60 Denkmalanlagen, darunter Schloss Neuschwanstein, das jährlich von etwa 1,5 Millionen Touristen besucht wird[4]
- Hochschule für den öffentlichen Dienst in Bayern in München
- Finanzgerichte München und Nürnberg
- Landesamt für Finanzen (LfF) in Würzburg
- Landesamt für Digitalisierung, Breitband und Vermessung Bayern (LDBV) mit 51 Ämtern für Digitalisierung, Breitband und Vermessung in München
- Landesamt für Sicherheit in der Informationstechnik (LSI) in Nürnberg

### Betreuung der Eigenbetriebe und Beteiligungen
Das Ministerium ist für folgende Staatsbetriebe zuständig:
- Staatliches Hofbräuhaus in München
- Bayerische Staatsbrauerei Weihenstephan
- Staatsbäder Bad Reichenhall, Bad Steben, Bad Kissingen, Bad Brückenau und Bad Bocklet
- Staatliche Seenschifffahrt
- Staatliche Lotterieverwaltung
- Staatlicher Hofkeller Würzburg
- Immobilien Freistaat Bayern
- Bayerisches Hauptmünzamt
- Bayerische Landeshafenverwaltung
- Bayerische Landeskraftwerke

Ferner verwaltet das Ministerium die Beteiligungen des Freistaats Bayern an wirtschaftlichen Unternehmen, z. B.
- Flughafen München GmbH
- Flughafen Nürnberg GmbH
- LfA Förderbank Bayern
- BayernLB Holding AG
- Messe München GmbH
- Messe Nürnberg GmbH[5]

## Staatssekretäre seit 1945
- 1946–1950: Hans Müller
- 1950–1954: Richard Ringelmann
- 1954–1957: Joseph Panholzer
- 1957–1958: Albrecht Haas
- 1958–1966: Franz Lippert
- 1966–1970: Anton Jaumann
- 1970–1974: Karl Hillermeier
- 1974–1993: Albert Meyer
- 1993–1998: Alfons Zeller
- 2003–2007: Franz Meyer
- 2007–2008: Georg Fahrenschon
- 2008–2013: Franz Josef Pschierer
- 2013–2015: Johannes Hintersberger
- 2013–2018: Albert Füracker
- März–November 2018: Hans Reichhart
- 2018–2023: unbesetzt
- 2023–:  Martin Schöffel

## Dienstgebäude
Dienstsitz ist das Palais Leuchtenberg, Odeonsplatz 4, neben dem Staatsministerium des Innern, für Sport und Integration. Das Gebäude wurde vom Münchner Architekten Leo von Klenze erbaut. Am 20. Februar 2014 weihte Minister Markus Söder den zweiten Dienstsitz, das Heimatministerium im Gebäude der ehemaligen Staatsbank, Bankgasse 9, in Nürnberg, unweit der Lorenzkirche, ein. Das Gebäude wurde vom Münchner Architekten Sep Ruf in den Jahren 1950–1951 erbaut.

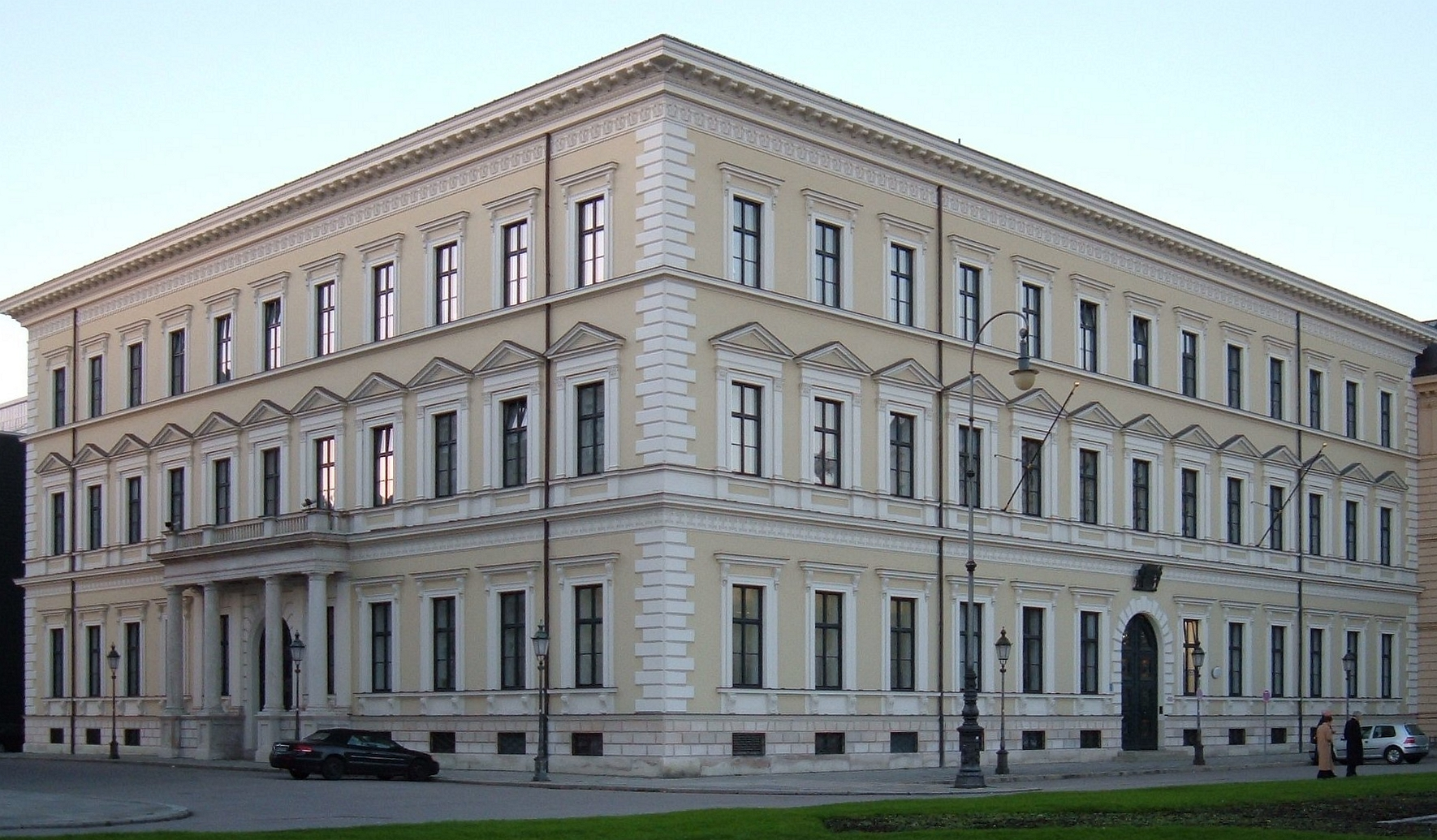
Erstes Dienstgebäude des Ministeriums in München: Das Palais Leuchtenberg
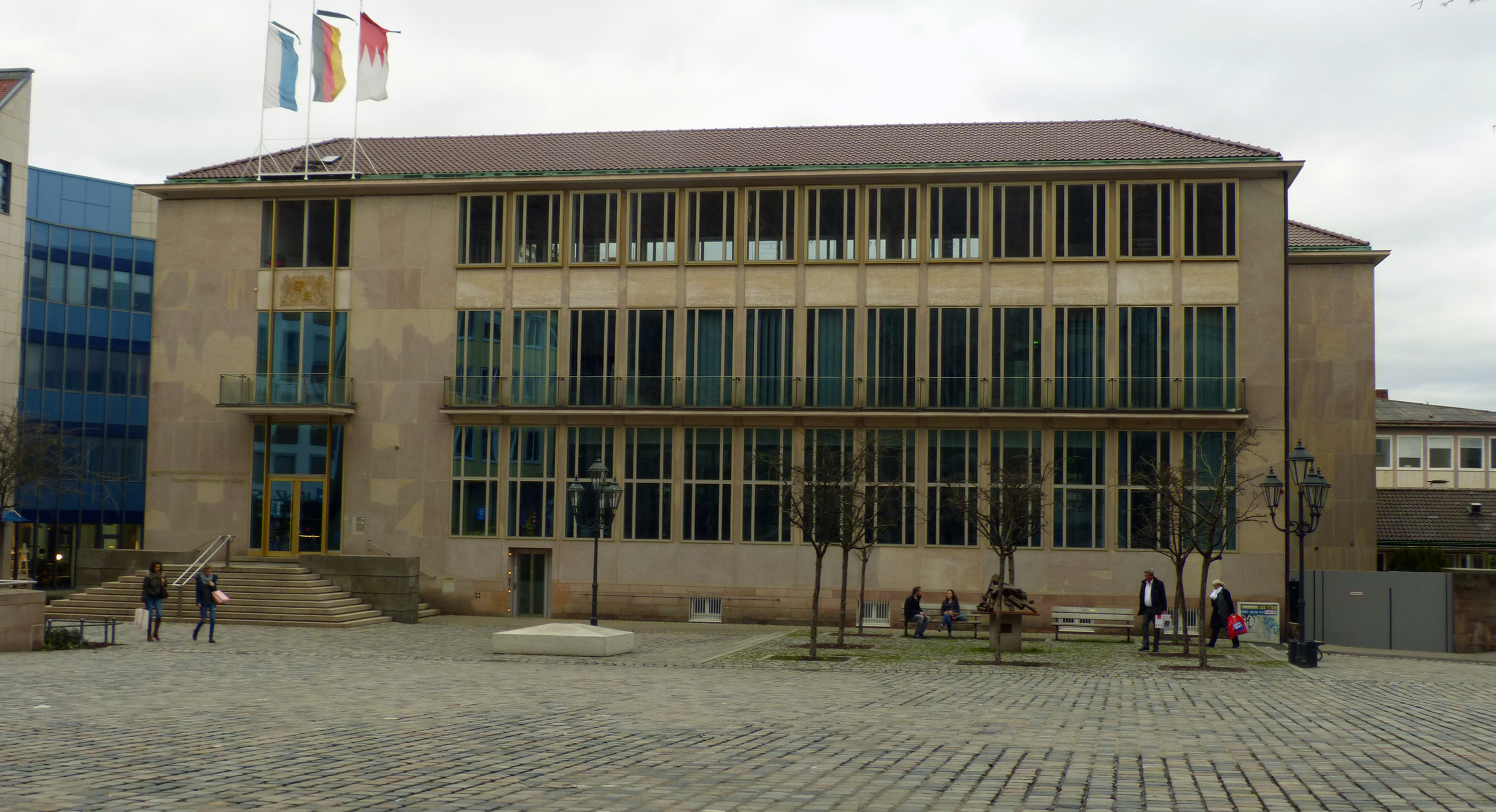
Zweites Dienstgebäude des Ministeriums in Nürnberg: die ehem. Staatsbank am Lorenzer Platz